# Nicolò Cambiaghi
Nicolò Cambiaghi, né le 28 décembre 2000 à Monza en Italie, est un footballeur italien, qui évolue au poste d'attaquant ou de milieu offensif au Bologne FC.

## Biographie

### En club
Né à Monza en Italie, Nicolò Cambiaghi est formé par l'Atalanta Bergame. Avec la Primavera il remporte notamment le championnat en 2019 et la Supercoupe d'Italie de la catégorie, face aux jeunes de l'ACF Fiorentina (2-1).
Le 15 juillet 2021, Nicolò Cambiaghi est prêté jusqu'à la fin de la saison au Pordenone Calcio,, club évoluant alors en Serie B.
Le 4 août 2022, Cambiaghi est de nouveau prêté, cette fois à l'Empoli FC.
Cambiaghi se fait remarquer dès sa première apparition pour Empoli, le 6 août 2022 contre la SPAL en coupe d'Italie en marquant son premier but pour le club. Son équipe est toutefois battue dans les prolongations (1-2 score final).

### En sélection
En mars 2022, Nicolò Cambiaghi est convoqué pour la première fois avec l'équipe d'Italie espoirs. Il joue son premier match lors de ce rassemblement, le 29 mars contre la Bosnie-Herzégovine. Il entre en jeu à la place de Emanuel Vignato et son équipe l'emporte par un but à zéro.

## Statistiques

### Statistiques détaillées
| Saison                | Club                    | Championnat           | Championnat | Championnat | Championnat | Coupe(s) nationale(s) | Coupe(s) nationale(s) | Coupe(s) nationale(s) | Total | Total | Total |
| Saison                | Club                    | Division              | M.          | B.          | P.d.        | M.                    | B.                    | P.d.                  | M.    | B.    | P.d.  |
| 2020-2021             | AC Reggiana 1919 (prêt) | Serie B               | 18          | 0           | 0           | 1                     | 0                     | 0                     | 19    | 0     | 0     |
| Sous-total            | Sous-total              | Sous-total            | 18          | 0           | 0           | 1                     | 0                     | 0                     | 19    | 0     | 0     |
| 2021-2022             | Pordenone Calcio (prêt) | Serie B               | 36          | 7           | 4           | 1                     | 0                     | 0                     | 37    | 7     | 4     |
| Sous-total            | Sous-total              | Sous-total            | 36          | 7           | 4           | 1                     | 0                     | 0                     | 37    | 7     | 4     |
| 2022-2023             | Empoli FC (prêt)        | Serie A               | 28          | 6           | 1           | 1                     | 1                     | 0                     | 29    | 7     | 1     |
| 2023-2024             | Empoli FC (prêt)        | Serie A               | 24          | 0           | 1           | -                     | -                     | -                     | 24    | 0     | 1     |
| Sous-total            | Sous-total              | Sous-total            | 52          | 6           | 2           | 1                     | 1                     | 0                     | 53    | 7     | 2     |
| Total sur la carrière | Total sur la carrière   | Total sur la carrière | 106         | 13          | 6           | 3                     | 1                     | 0                     | 109   | 14    | 6     |